# Deepwork
株式会社invox（旧社名：株式会社Deepwork）は、AI-OCRとオペレーターを用いて、請求書から振込データ・仕訳データ・請求データを生成するクラウドサービス『invox受取請求書』と、請求書を発行して売上計上や入金消込・督促を行う『invox発行請求書』と、経費精算の申請や承認を電子化する『invox経費精算』と、国税関係書類を検索要件の記録項目をデータ化して電子保存するクラウドサービス『invox電子帳簿保存』の開発・運営を行う、日本の株式会社である。

## 沿革
- 2019年2月 - 株式会社Deepwork設立
- 2020年3月 - 「invox受取請求書」提供開始[1]
- 2020年12月 - 「invox for BtoBプラットフォーム請求書」提供開始
- 2021年2月 - 電子インボイス推進協議会（英語名称：E-Invoice Promotion Association）に正会員として参画
- 2021年2月 - 関東財務局長 (電代)第79号の登録番号として電子決済等代行業者に登録[2]
- 2021年10月 - 「invox電子帳簿保存」提供開始[3]
- 2022年11月 - 「invox for 楽楽精算」提供開始[4]
- 2021年12月 - 「受取請求書DXパック by invox」提供開始
- 2021年12月 -  invoxスキャンセンターが静岡県静岡市にオープン
- 2022年6月 -  「invox発行請求書」提供開始[5]
- 2023年2月 -  「STORAGE by invox」提供開始
- 2023年3月 -  「発注書AI-OCR（invox）」提供開始
- 2023年11月 -  「株式会社Deepwork」が「株式会社invox」に社名変更[6]
- 2024年8月 - 「invox経費精算」提供開始